# ملكامو فراوندورف
ملكامو فراوندورف (من مواليد 12 يناير 2004) هو لاعب كرة قدم يلعب كلاعب خط وسط مهاجم لنادي ليفربول الإنجليزي. ولد في إثيوبيا.

## روابط خارجية
- الملف الشخصي على موقع نادي ليفربول